# Giorgio Pianta
Giorgio Giovanni Battista Pianta (Milano, 11 luglio 1935 – Milano, 18 aprile 2014) è stato un pilota automobilistico, dirigente sportivo e ingegnere italiano.

## Carriera

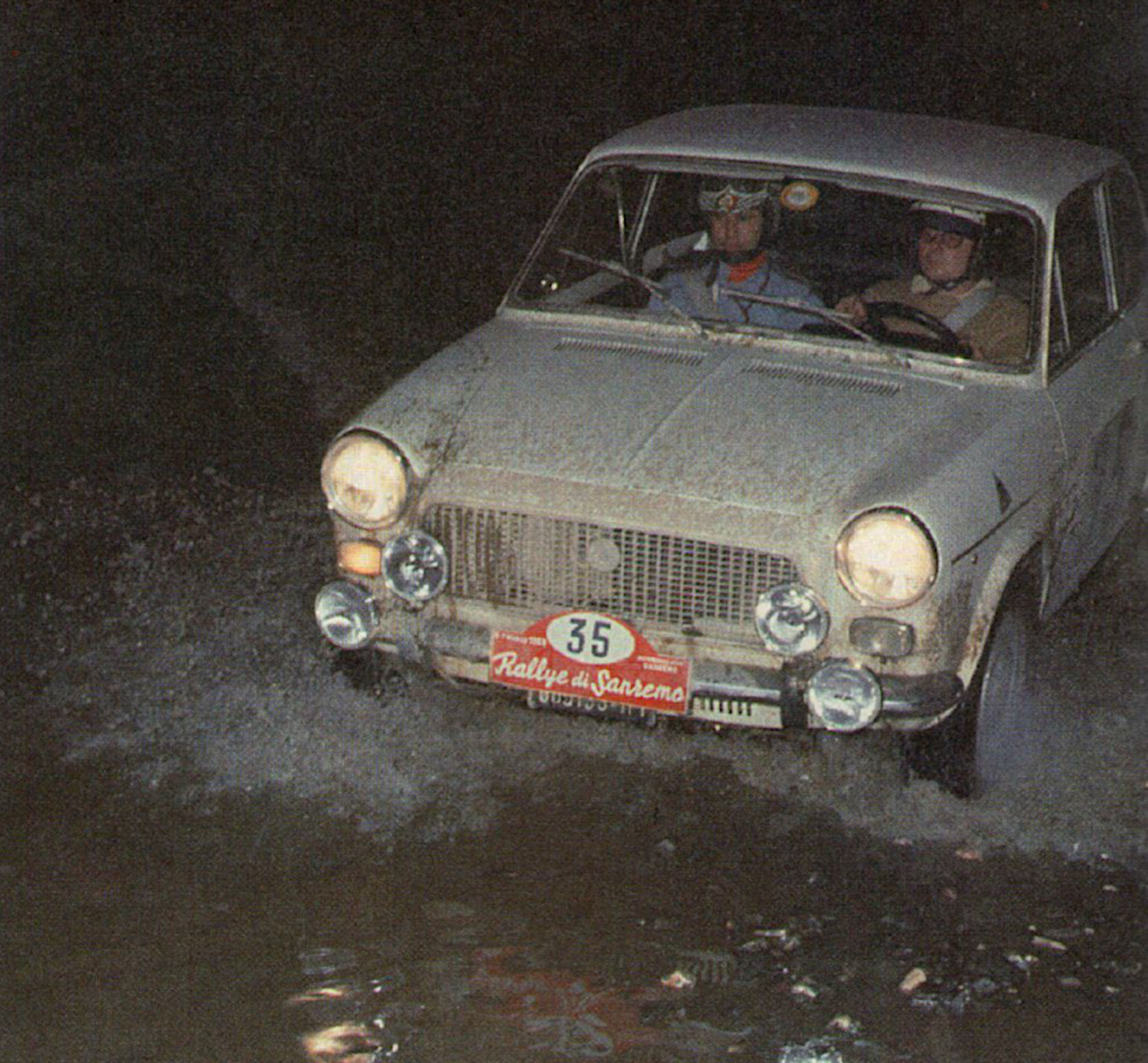
Pianta nel 1969 su Autobianchi Primula al Rally di Sanremo

La sua prima partecipazione nel mondo delle corse avvenne alla Mille Miglia nel 1953, a 18 anni, accanto a Pietro Palmieri.
Vinse due volte il Giro automobilistico d'Italia, la prima nel 1975 insieme a Bruno Scabini su Fiat Abarth 031, e la seconda nel 1978, insieme a Markku Alén e al suo copilota Ilkka Kivimäki, su Lancia Stratos HF; in precedenza aveva già conseguito un secondo posto nel 1974 insieme a Christine Beckers, stavolta sulla Fiat Abarth 030. Nel 1977 si piazzò inoltre a podio nella Targa Florio, con Giorgio Schön, su Osella PA5.
Oltre all'ambito rallistico, fu molto attivo anche in altre competizione, tra le quali le gare di durata e i campionati turismo. Partecipò a tre edizioni delle 24 ore di Le Mans nel 1968, 1973 e 1981, in quest'ultima piazzandosi 14º con Martino Finotto e Schön su Lancia Beta Montecarlo Turbo.
Nel 1967 ottenne tre podi nel Campionato europeo turismo, con una vittoria alla 3 ore di Belgrado su Porsche 911, un secondo posto alla 4 ore di Monza e alla 4 ore di Budapest, nonché un terzo posto al RAC Tourist Trophy. Nel 1968 finì anche quarto nella divisione 2 dell'Europeo turismo a bordo di un'Alfa Romeo Giulia Sprint GTA.
In seguito, nel corso degli anni 70 entrò nel gruppo Fiat dove andò a svolgere il ruolo di preparatore e collaudatore delle vetture da gara, partecipando allo sviluppo e alla messa a punto, tra le altre, della Fiat 131 Abarth Rally del 1976 e la Lancia Delta S4 del 1985.
Tra la fine degli anni 80 e la metà degli anni 90, con l'entrata di Alfa Romeo nel gruppo torinese, ricoprì il ruolo di direttore sportivo di Alfa Corse, reparto sportivo della casa milanese: sotto la sua guida avvenne lo sviluppo dei prototipi da gara dell'Alfa Romeo 155, che nelle versioni sovralimentata GTA e aspirata V6 TI si affermò in vari campionati turismo continentali, come il Superturismo italiano, il BTCC britannico, il CET spagnolo e soprattutto, con Nicola Larini, il prestigioso DTM tedesco.
Lasciò il gruppo Fiat e il motorsport sul finire della stagione 1996, continuando comunque negli anni seguenti a svolgere ruoli consultivi all'interno della federazione italiana.

## Palmarès

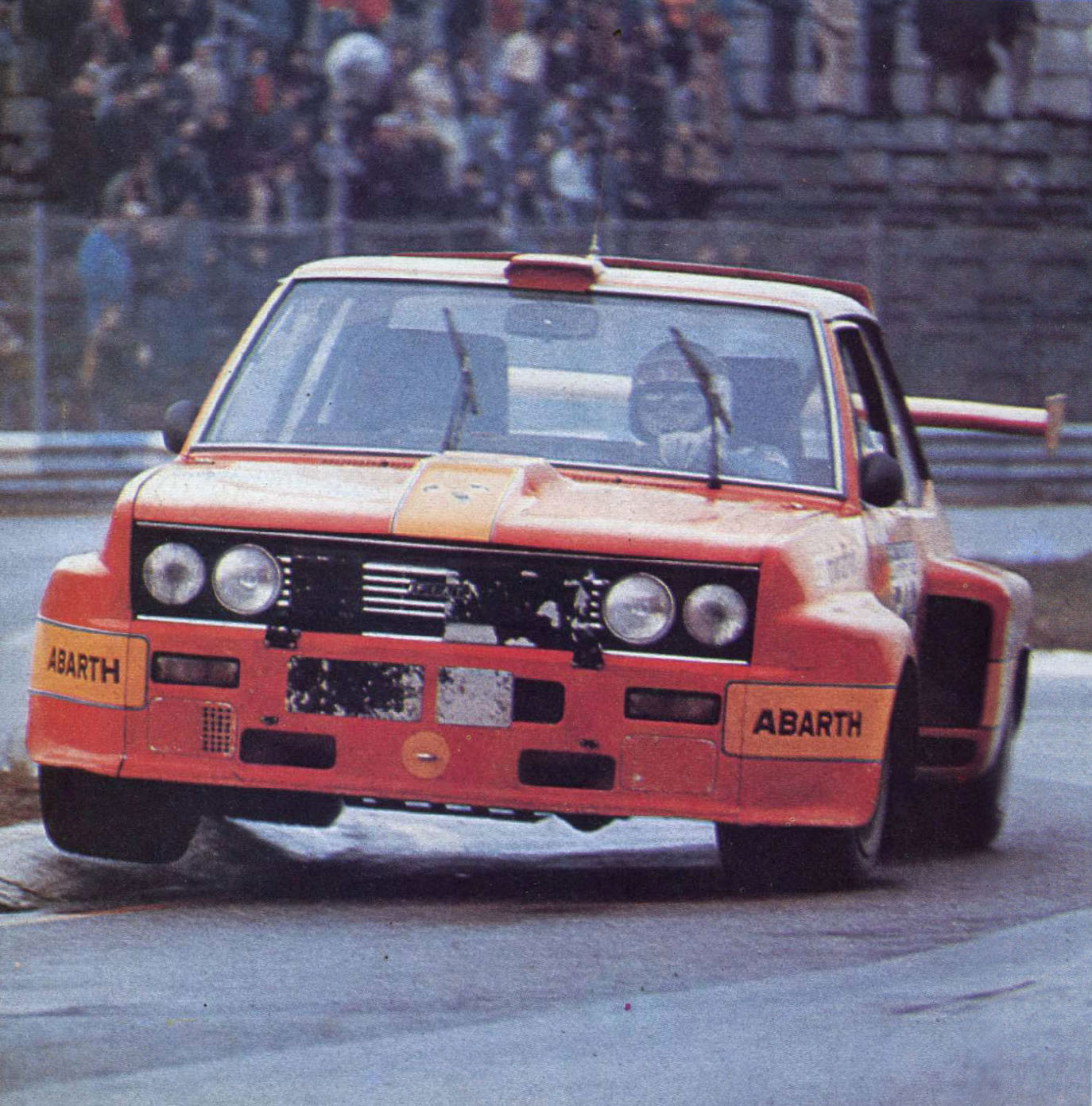
Pianta su Fiat Abarth 031 a Imola durante il vittorioso Giro d'Italia 1975

- Giro automobilistico d'Italia: 2
1975 su Fiat Abarth 031
1978 su Lancia Stratos